# Chim cút ngực lam

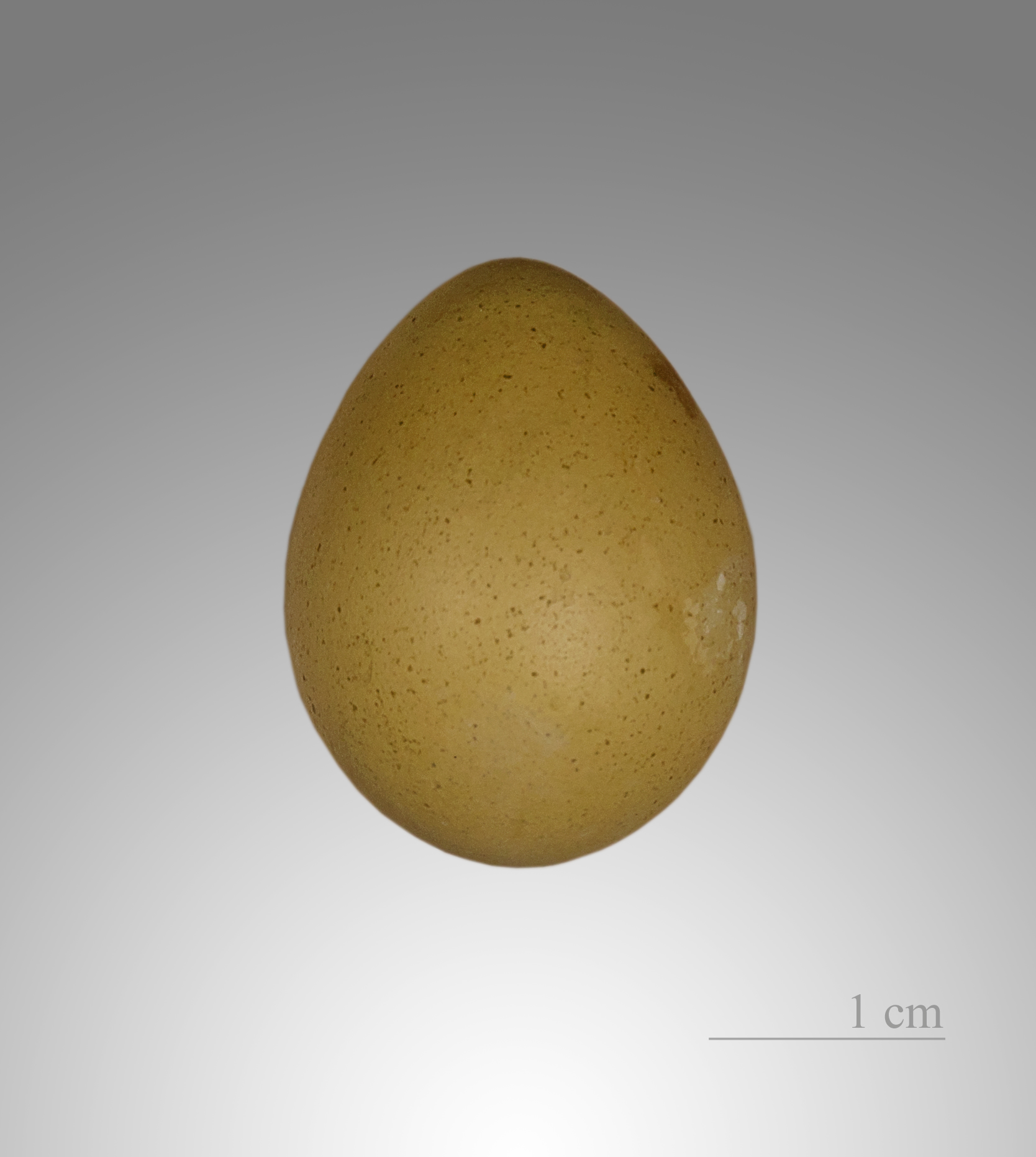
E. chinensis

Coturnix chinensis là một loài chim trong họ Phasianidae.